# Thuxton
Thuxton är en by i civil parish Garvestone, Reymerston and Thuxton, i distriktet Breckland, i grevskapet Norfolk i England. Byn är belägen 20 km från Norwich. Thuxton var en civil parish fram till 1935 när blev den en del av Garveston. Civil parish hade 83 invånare år 1931. Byn nämndes i Domedagsboken (Domesday Book) år 1086, och kallades då Thu(r)stuna/Toruestuna/Turestuna/Turs(tanes)tuna.